# 枇峴郡
枇峴郡（：／ Phihyŏn gun */?）是朝鮮民主主義人民共和國平安北道的一個郡，位於該道西部。面積439平方公里。

## 區劃史
1952年設郡。

## 下轄區劃
下分一邑、一勞動者區、二十一里。